# Udi (popolazione)
Gli Udi (Удины in lingua udi) sono una delle popolazioni più antiche del Caucaso: tradizionalmente, gli udi sono infatti considerati gli ultimi discendenti non islamizzati degli antichi abitanti dell'Albania caucasica che, storicamente, corrispondeva all'attuale Azerbaigian.
La maggioranza degli udi vive in Azerbaigian, nei due villaggi di Nij e di Oguz (un tempo chiamato Vartashen). Vi è poi una piccola comunità in Georgia, nel villaggio di Oktomber (in passato chiamato Zinobani).
A seguito della guerra fra Armenia e Azerbaigian del 1988, numerosi udi sono stati costretti a fuggire in Armenia: essendo di religione cristiana, infatti, gli udi venivano accostati agli armeni e, quindi, erano malvisti dagli azeri.
Più recentemente, molti udi sono emigrati in Russia in cerca di lavoro.

## Lingua
La lingua udi appartiene al gruppo nakho-daghestano delle lingue caucasiche. Ne esistono due dialetti: il Nij e il Vartashen, parlati nei due omonimi villaggi.
Data la esigua dimensione numerica della comunità, tutti gli udi parlano almeno una o due lingue oltre alla propria (azero, russo o georgiano).

## Religione
Gli udi hanno mantenuto la religione cristiana nel corso dei secoli, pur essendo circondati da popolazioni musulmane. Fino al 1836 gli udi praticavano il cristianesimo seguendo l'antico rito dell'Albania caucasica ma furono poi costretti dallo zar Nicola I a confluire nella Chiesa ortodossa: fu così che gli Udi di Oguz si unirono alla Chiesa ortodossa georgiana, mentre quelli di Nij entrarono nella Chiesa armena.

## Udi famosi
- George Kechaari: scrittore udi, divulgatore
- Voroshil Gukasyan: linguista d'epoca sovietica, studioso della lingua udi e delle antiche iscrizioni dell'Albania caucasica
- Movses Silikyan (1862-1937): eroe armeno della battaglia di Sardarapat.